# Hans Settegast
Hans Settegast̆ (* 4. Juli 1852 in Oszkarten bei Heydekrug; † 3. Juli 1936 in Bad Köstritz) war ein deutscher Landwirtschafts- und Gartenbaulehrer und Leiter der „Höheren Gärtner-Lehranstalt“ in Köstritz.

## Leben und Wirken
Hans Settegast wurde 1852 als ältester Sohn eines Gutsbesitzers im ostpreußischen Landkreis Heydekrug geboren und auf die Namen Johannes (Hans) Ewald Bernhard getauft. Nach dem erfolgreichen Besuch des Gymnasiums in Memel (heute Klaipėda) studierte er Landwirtschaft an den Universitäten Königsberg und Berlin sowie Agrikulturchemie an der Universität Tübingen, wo er 1878 an der Philosophischen Fakultät promovierte. Im gleichen Jahr heiratete er Pauline Maier aus Rottweil, war dann von 1879 bis 1881 als Lehrer und nach einem Semester bereits als Leiter an der landwirtschaftlichen Schule in Brandis bei Leipzig tätig.
1881 eröffnete Settegast in Ronneburg (Herzogtum Sachsen-Altenburg) eine private landwirtschaftliche Lehranstalt. Auf Anraten und mit Unterstützung des Kammerguts- und Brauereipächters Rudolf Zersch sen. (1845–1907) verlegte er diese Schule im Jahre 1886 nach dem „Reußischen“ Köstritz bei Gera und begann neben dem landwirtschaftlichen Zweig sofort mit der Ausbildung von Gärtnern. Das private Institut befand sich im sogenannten Palais, die praktische Tätigkeiten konnten auf den Zersch´schen Gütern durchgeführt werden. Die Obst- und Gartenbauschule wurde 1887 eine „Lehranstalt für Gartenbau“ und bot ab 1898 Techniker-Kurse für Gärtner, später für Garteninspektoren an. Mit der zunehmenden Zahl der Schüler ergab sich der Bedarf für zwei neue Gebäude, die bis 1905 errichtet und bezogen werden konnten. Nach Einführung eines 3. und 4. Studiensemesters wurde die Schule 1910 von der Reußischen Regierung zur „Höheren Gärtner-Lehranstalt“ erhoben und die Prüfung als staatliches Abschlussexamen allgemein anerkannt.
Settegast erhielt 1911 – nach 25 Jahren erfolgreichen Wirkens – die Ernennung zum Professor. Bereits 1895 hatte er den „Garten- und Obstbauverein für das Fürstentum Reuß j. L.“ mit Sitz in Köstritz gegründet. Er kümmerte sich auch um die Organisation seiner Schüler, die 1876 in Brandis und 1888  in Köstritz die burschenschaftliche Vereinigung „Ceres“ für die landwirtschaftlichen und 1889 „Pomona“ für die gärtnerischen Studenten gründeten.
Wegen der schlechten ökonomischen Lage nach dem Ersten Weltkrieg übernahm 1923 die Gemeinde Köstritz das bisher privat geführte Institut. Settegast gab 1927 – nach über 40 Jahren – die Leitung ab und starb 1936 in Bad Köstritz. 1934 wurde die Schule durch die Landesbauernschaft Thüringen zur staatlichen Ausbildungsstätte entwickelt. Wegen des Zweiten Weltkrieges musste der Unterricht reduziert und 1945 ganz eingestellt werden. Danach übernahmen in Erfurt die Fach-, später die Agraringenieurschule für Gartenbau die Ausbildung, die heute durch die Lehr- und Versuchsanstalt Gartenbau bzw. die Fachrichtung Gartenbau der Fachhochschule Erfurt fortgesetzt wird.

## Würdigung
Hans Settegast war der Gründer der ersten Höheren Gartenbauschule in Thüringen und entwickelte sie zu einer in Deutschland anerkannten Lehranstalt. Durch seine sehr gute  Ausbildung in den naturwissenschaftlichen Grundfächern konnte er den Schwerpunkt auf eine solide theoretische Ausbildung des gärtnerischen Nachwuchses legen und mit der praktischen Arbeit in den Schulanlagen bzw. in Betrieben verbinden. 1913 besuchten Studenten aus 33 deutschen Provinzen und 21 Staaten die Gärtner-Gehilfen-Abteilung bzw. das Gärtner-Technikum in Köstritz. Insgesamt bildete Settegast hier und vorher in Ronneburg mehr als 3000 junge Landwirte und über 4500 Gärtner theoretisch aus.

## Ehrungen
- 1895 wurde Settegast in die Geraer Freimaurerloge („Archimedes zum ewigen Bunde“) aufgenommen. Ihr gehörte er bis zur Schließung im Jahre 1935 an.
- 1911 verlieh die Reußische Regierung in Gera anlässlich des 25. Jahrestages der Eröffnung der Landwirtschaftsschule sowie der Lehranstalt für Gartenbau in Köstritz dem Gründer Dr. Hans Settegast den Titel eines Professors. In mehreren auswärtigen Vereinen wurde er Ehrenmitglied.
- Die Stadt Bad Köstritz ernannte Hans Settegast zum Ehrenbürger.
- Im Geraer Ortsteil Debschwitz gibt es einen Prof.-Settegast-Weg. Die Regelschule Bad Köstritz hat sich als Ehrennamen „Hans Settegast“  ausgewählt.

## Veröffentlichungen (Auswahl)
- Beiträge zur quantitativen Spectralanalyse. Dissertation Universität Tübingen 1878.
- Bestimmung der Salpetersäure und Phosphorsäure auf spectralanalytischem Wege. In: Zeitschrift für analytische Chemie 1881, S. 116–117
- Ueber den Stickstoffgehalt der Pflanzeneiweißkörper nach den Methoden von Dumas und Will-Varrentrapp. In: Archiv für die gesamte Physiologie der Menschen und der Tiere 1878, S. 293–301
- Illustriertes Handbuch des Gartenbaues: ein Hand-, Lehr- und Nachschlagebuch aus der Praxis für die Praxis. Hrsg. von Hans Settegast, Leipzig 1912, 2 Bände; 2. Auflage Nordhausen 1922 (bearb. v. H. R. Wehrhahn).